# Férfi egyéni műkorcsolya az 1924. évi téli olimpiai játékokon
Az 1924. évi téli olimpiai játékokon a műkorcsolya férfi egyéni versenyszámát január 29-én és 30-án rendezték. Az aranyérmet a svéd Gillis Grafström nyerte. Magyar versenyző nem vett részt a versenyen.

## Eredmények
Hét bíró pontozta a versenyzőket. A pontok alapján a bírók mindegyikénél külön-külön kialakult egy sorrend, az egyes szakaszokban (kötelező elemek, kűr) és az összesítésnél is, ez egy helyezési pontszámot is jelentett. Az egyes szakaszok, valamint az összesítés eredménye a következő kritériumok alapján alakult ki:
1. „Többségi helyezések száma”. Az a versenyző végzett előrébb, akit a bírók többsége előrébb rangsorolt. A bírók többsége azt jelentette, hogy a legjobb 4 helyezést adó bíró helyezési pontszámait vették figyelembe, de ha a 4. bíró helyezésével még volt azonos helyezés, akkor az(oka)t is figyelembe vették. Ezt az adatot tartalmazza az oszlop. (Pl. a „6×3+” azt jelenti, hogy a versenyző 6 bírónál az első 3 hely valamelyikén végzett.)
2. „Helyezések összege” (az összes bíró helyezési pontszámainak összege)
3. „Pont” (az összes bíró által adott összpontszám)
4. A kötelező elemek pontszáma

### Kötelező elemek
A kötelező programot január 29-én rendezték.
| Hely. | Versenyző        | Nemzet                 | Többségi helyezések száma | Helyezések összege | Pont    |
| ----- | ---------------- | ---------------------- | ------------------------- | ------------------ | ------- |
| 1.    | Gillis Grafström | Svédország (SWE)       | 5×1+                      | 9,0                | 1610,00 |
| 2.    | Willy Böckl      | Ausztria (AUT)         | 6×2+                      | 13,0               | 1563,25 |
| 3.    | Georges Gautschi | Svájc (SUI)            | 6×3+                      | 22,0               | 1404,75 |
| 4.    | Nathaniel Niles  | Egyesült Államok (USA) | 5×4+                      | 32,0               | 1300,50 |
| 5.    | Josef Slíva      | Csehszlovákia (TCH)    | 4×5+                      | 37,0               | 1278,50 |
| 6.    | Jack Page        | Nagy-Britannia (GBR)   | 6×6+                      | 40,0               | 1257,75 |
| 7.    | Melville Rogers  | Kanada (CAN)           | 6×7+                      | 47,0               | 1225,75 |
| 8.    | Freddy Mésot     | Belgium (BEL)          | 4×8+                      | 55,0               | 1167,75 |
| 9.    | Pierre Brunet    | Franciaország (FRA)    | 6×9+                      | 62,0               | 1119,75 |
| 10.   | Herbert Clarke   | Nagy-Britannia (GBR)   | 7×10+                     | 68,0               | 1057,25 |
| 11.   | André Malinet    | Franciaország (FRA)    | 7×11+                     | 77,0               | 871,25  |

### Kűr
A kűrt január 30-án rendezték. A pontszám a bírók által adott pontok 13-szorosa.
| Hely. | Versenyző        | Nemzet                 | Többségi helyezések száma | Helyezések összege | Pont   |
| ----- | ---------------- | ---------------------- | ------------------------- | ------------------ | ------ |
| 1.    | Willy Böckl      | Ausztria (AUT)         | 7×2+                      | 11,5               | 955,50 |
| 2.    | Gillis Grafström | Svédország (SWE)       | 5×2+                      | 12,5               | 965,25 |
| 3.    | Josef Slíva      | Csehszlovákia (TCH)    | 4×3+                      | 23,0               | 897,00 |
| 4.    | Georges Gautschi | Svájc (SUI)            | 5×5+                      | 31,5               | 828,75 |
| 5.    | Jack Page        | Nagy-Britannia (GBR)   | 5×5+                      | 33,5               | 809,25 |
| 6.    | Pierre Brunet    | Franciaország (FRA)    | 6×7+                      | 43,5               | 760,50 |
| 7.    | Freddy Mésot     | Belgium (BEL)          | 6×8+                      | 51,0               | 695,50 |
| 8.    | Melville Rogers  | Kanada (CAN)           | 5×8+                      | 53,0               | 663,00 |
| 9.    | Nathaniel Niles  | Egyesült Államok (USA) | 6×9+                      | 57,5               | 620,75 |
| 10.   | André Malinet    | Franciaország (FRA)    | 6×10+                     | 69,5               | 546,00 |
| 11.   | Herbert Clarke   | Nagy-Britannia (GBR)   | 7×11+                     | 75,5               | 481,00 |

### Végeredmény
| Helyezés | Versenyző        | Nemzet                 | Helyezési pontszámok bírónként | Helyezési pontszámok bírónként | Helyezési pontszámok bírónként | Helyezési pontszámok bírónként | Helyezési pontszámok bírónként | Helyezési pontszámok bírónként | Helyezési pontszámok bírónként | Több. hely. száma | Hely. össz. | Pont   |
| Helyezés | Versenyző        | Nemzet                 | 1                              | 2                              | 3                              | 4                              | 5                              | 6                              | 7                              | Több. hely. száma | Hely. össz. | Pont   |
| -------- | ---------------- | ---------------------- | ------------------------------ | ------------------------------ | ------------------------------ | ------------------------------ | ------------------------------ | ------------------------------ | ------------------------------ | ----------------- | ----------- | ------ |
| Arany    | Gillis Grafström | Svédország (SWE)       | 1,0                            | 1,0                            | 2,0                            | 1,0                            | 1,0                            | 2,0                            | 2,0                            | 4×1+              | 10          | 2575,3 |
| Ezüst    | Willy Böckl      | Ausztria (AUT)         | 2,0                            | 2,0                            | 3,0                            | 2,0                            | 2,0                            | 1,0                            | 1,0                            | 6×2+              | 13          | 2518,8 |
| Bronz    | Georges Gautschi | Svájc (SUI)            | 3,0                            | 4,0                            | 4,0                            | 3,0                            | 3,0                            | 3,0                            | 3,0                            | 5×3+              | 23          | 2233,5 |
| 4.       | Josef Slíva      | Csehszlovákia (TCH)    | 4,0                            | 3,0                            | 1,0                            | 4,0                            | 5,0                            | 4,0                            | 7,0                            | 5×4+              | 28          | 2175,5 |
| 5.       | Jack Page        | Nagy-Britannia (GBR)   | 5,0                            | 5,0                            | 7,0                            | 6,0                            | 4,0                            | 5,0                            | 4,0                            | 5×5+              | 36          | 2067,0 |
| 6.       | Nathaniel Niles  | Egyesült Államok (USA) | 7,0                            | 6,0                            | 9,0                            | 5,0                            | 7,0                            | 6,0                            | 6,0                            | 4×6+              | 46          | 1921,3 |
| 7.       | Melville Rogers  | Kanada (CAN)           | 6,0                            | 7,0                            | 8,0                            | 7,0                            | 6,0                            | 9,0                            | 8,0                            | 4×7+              | 51          | 1888,8 |
| 8.       | Pierre Brunet    | Franciaország (FRA)    | 8,0                            | 8,0                            | 5,0                            | 9,0                            | 8,0                            | 7,0                            | 9,0                            | 5×8+              | 54          | 1880,3 |
| 9.       | Freddy Mésot     | Belgium (BEL)          | 9,0                            | 9,0                            | 6,0                            | 8,0                            | 9,0                            | 8,0                            | 5,0                            | 4×8+              | 54          | 1863,3 |
| 10.      | Herbert Clarke   | Nagy-Britannia (GBR)   | 10,0                           | 10,0                           | 10,0                           | 10,0                           | 10,0                           | 10,0                           | 10,0                           | 7×10+             | 70          | 1538,3 |
| 11.      | André Malinet    | Franciaország (FRA)    | 11,0                           | 11,0                           | 11,0                           | 11,0                           | 11,0                           | 11,0                           | 11,0                           | 7×11+             | 77          | 1417,3 |